# Arraigo domiciliario
En el derecho penal de México, el arraigo domiciliario se puede definir como una medida cautelar solicitada por un ministerio público, ya sea del fuero común o federal y otorgada por un juez competente que permite tener a su disposición a un presunto delincuente mientras se integran, localizan y perfeccionan medios de prueba que sean bastantes para, dentro de la averiguación previa, acreditar la probable responsabilidad del arraigado en la comisión del delito que se le imputa y pueda ser consignado ante un juez, quien decidirá sobre la procedencia o no de un proceso penal y la privación de la libertad del indiciado mientras este dure. Esta medida cautelar se solicita, según el Código Federal de Procedimientos Penales, cuando a juicio del ministerio público, exista el riesgo de que el probable responsable de la comisión de un delito grave, se extraiga de la acción de la justicia.
El arraigo domiciliario se otorga siempre por un tiempo determinado que no puede exceder de 40 días y tratándose de delitos considerados como graves, una vez concedido, el ministerio público que integra la averiguación previa, deberá de acreditar dentro de esta la existencia del tipo penal y la probable responsabilidad del inculpado, para posteriormente hacer la consignación al juez competente, quien deberá de resolver si otorga la orden de aprehensión para que el arraigado sea puesto a su disposición dentro de un reclusorio o si se levanta la medida cautelar de arraigo por falta de elementos.
El arraigo penal por delincuencia organizada podrá extenderse hasta por 80 días de conformidad con lo dispuesto por el artículo 12 de la Ley Federal contra la Delincuencia Organizada y se retendrá al indiciado en el Centro Nacional de Arraigos de la Procuraduría General de la República.
El arraigo domiciliario se encuentra previsto en el artículo 16 de la Constitución Política de los Estados Unidos Mexicanos, en el 133-Bis del Código Federal de Procedimientos Penales y el artículo 12 de Ley Federal contra la Delincuencia Organizada.
Argumentos para la solicitud del arraigo.
Para la solicitud de arraigo se deben hacer valer los siguientes elementos:
- Circunstancias personales;
- Gravedad del ilícito que se imputa;
- El no tener acreditado de manera fehaciente los elementos del cuerpo del delito y la probable responsabilidad del inculpado;
- Su posible evasión a la acción de la justicia y
- La impunidad que provocaría la libertad del indiciado.

Requisitos legales del arraigo
- Solicitud del órgano jurisdiccional del arraigo sobre el inculpado y manifestar el lugar en donde será arraigado.
- El ministerio público deberá remitir copia certificada de las actuaciones y deberá realizar dicha petición ante el órgano jurisdiccional correspondiente.
- Indicar el nombre de la persona o personas que deban arraigarse, el domicilio donde puedan notificarse y la solicitud expresa en la ciudad, estado que deban arraigarse.
- Hacer mención de los elementos de prueba que hasta ese momento obran en la indagatoria, que generen los indicios suficientes para presumir la comisión de hechos delictivos por parte del inculpado.

Derechos del arraigado
- Derecho a recibir visitas en general, de sus familiares y abogados.
- Derecho a no ser objeto de maltratos físicos o verbales.
- Derecho a que se le informe del delito que se le imputa.
- Derecho que la autoridad le provea de alimentos.
- Recibir atención médica si lo requiere.